# Ladeania
Ladeania là một chi thực vật có hoa trong họ Đậu.